# Tackling (fodbold)
En tackling i fodbold er, når boldbæreren bliver fastholdt af en eller flere modstandere, på en sådan måde, at han bringes til jorden eller at bolden kommer i berøring med jorden. Hvis boldbæreren her et eller begge knæ på jorden, sidder på jorden eller er ovenpå en anden spiller der ligger på jorden, betragtes han som værende bragt til jorden.
Tacklinger over albuehøjde kan medføre straffespark .
Dommerens sanktioner ved høje tacklinger bør være:
1. Underben OK tackling – ingen sanktion
2. Overben OK tackling – ingen sanktion
3. Hofte OK tackling – ingen sanktion
4. Mave OK tackling – ingen sanktion
5. Over albue/bryst Straffe (advarsel)
6. Skuldre Straffe (advarsel, gult kort hvis det er bevidst)
7. Hoved, hals. Straffe (advarsel og gult kort, rødt kort, hvis det er bevidst)